# Fur semper in mora
Der aus dem römischen Recht stammende Rechtssatz „fur enim semper moram facere videtur“, kurz „fur semper in mora“, bedeutet, dass ein Dieb immer im Verzug ist (gemeint ist der Verzug der Rückgabe der gestohlenen Sache). Dies hat zur Folge, dass der Dieb immer verschärft haftet, also auch dann, wenn er den Untergang der Sache nicht vermeiden konnte oder er nicht noch vorhersehbar war. Ebenso haftet er für den zufälligen Untergang der gestohlenen Sache. Der Rechtsgrundsatz fand in Deutschland in § 848 BGB seinen positiv-rechtlichen Niederschlag und gilt bis heute.
Darüber hinaus besteht der allgemeine Grundsatz, dass derjenige, der Vermögenswerte durch unerlaubte Handlung in seinen Besitz gebracht hat oder durch unerlaubte Handlung mittels vorsätzlichen Unterlassens in seinem Besitz gehalten hat, stets im Verzug ist. Die grundsätzlich für den Verzugseintritt erforderliche Mahnung ist in einer derartigen Konstellation entbehrlich, der Verzug tritt unmittelbar durch Entziehung einer Sache oder eines Geldbetrags ein. Es handelt sich um einen besonderen Grund im Sinne von § 286 Abs. 2 Nr. 4 BGB. Begründet wird dies damit, dass der Täter einer unerlaubten Handlung keine Schutzbedürftigkeit genießt und – damit einhergehend – einer besonderen Aufforderung zur Rückgabe der durch einen rechtswidrigen Eingriff erlangten Sache nicht bedarf. Dieser allgemeinen Beurteilung sollen auch § 848 und § 849 BGB, die einige Verzugsfolgen ohne Mahnung eintreten lassen, nicht entgegenstehen.